# Silberkammer

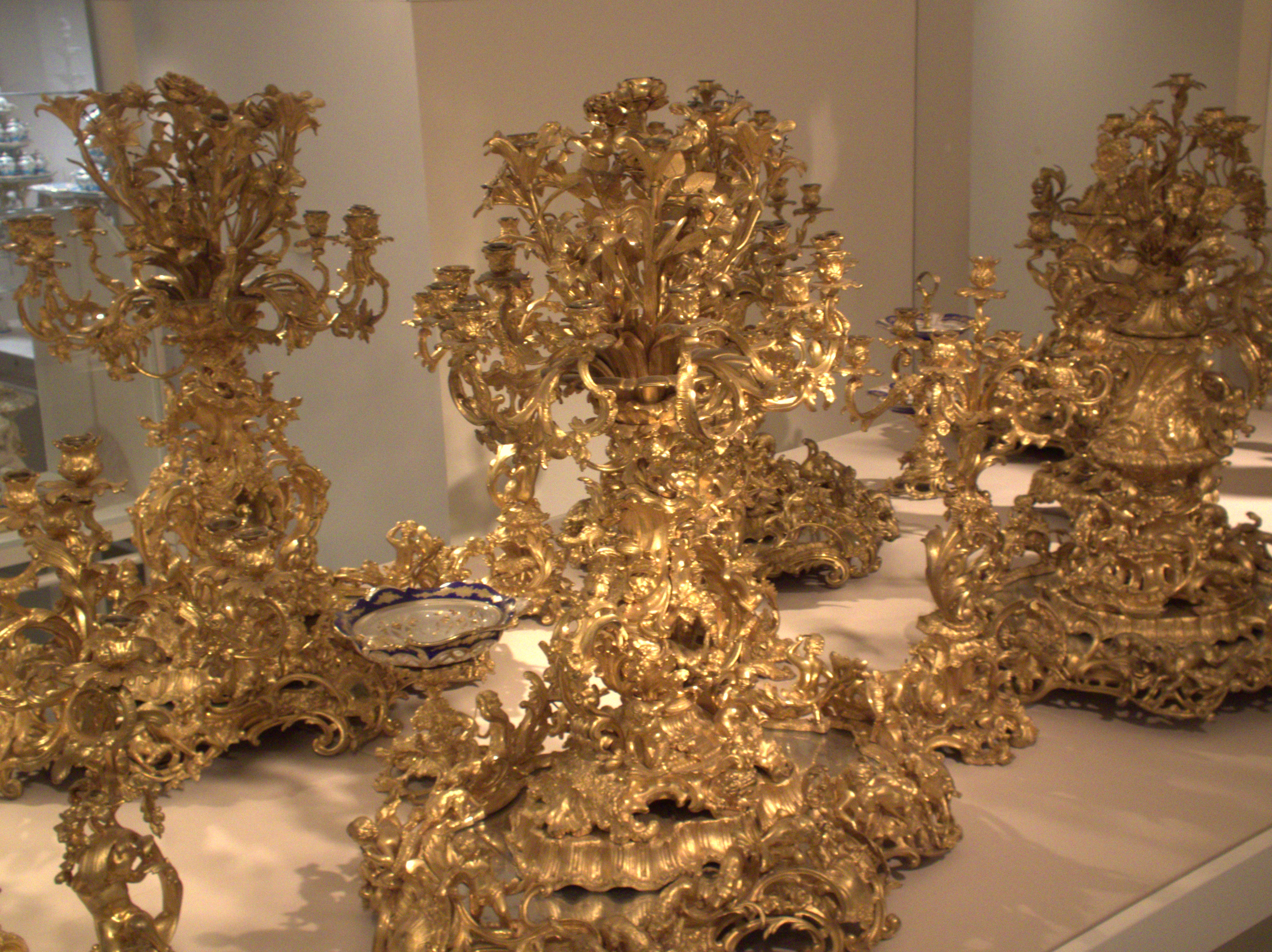
Hofburg Wien Gerätschaften der ehemaligen Hofsilber- und Tafelkammer

Die Silberkammer oder Hofsilberkammer war an fürstlichen Höfen ein Raum, worin Silber oder silbernes Gerät verwahrt wurde. Zur Aufbewahrung und Reinigung des Silbergeschirres war eine Belegschaft bestimmt, an deren Spitze der Silberkämmerer stand, welcher die Silberdiener, Silbergehilfen, Silberschreiber, Silberwäscher oder Silberreiniger unter seiner Aufsicht hatte.
Alle diese Personen machten die Silberkammer aus, und ihre Aufgabe bestand darin, alles Silbergerät am Hofe bei Festlichkeiten von dem Silberkämmerer an die Silberdiener und deren Gehilfen zu übergeben, und von den Schreibern nach den Gegenständen an Löffeln, Messern, Gabeln, Tellern, Schüsseln, Leuchtern, Becher, Pokale etc. zu zählen und aufzuzeichnen.
Dieses Silbergerät wurde nach Ende der Feierlichkeiten (nach „aufgehobener Tafel“) den Silberwäschern und Silberwäscherinnen zum Reinigen übergeben, dann wieder den Silberdienern eingehändigt und diese lieferten es dem Kämmerer ab, der es von den Schreibern löschen ließ.